# چا جائه-کیونگ
چا جائه-کیونگ (انگلیسی: Cha Jae-kyung؛ زادهٔ ۱ نوامبر ۱۹۷۱) بازیکن هندبال اهل کره جنوبی است.